# Victoria Fernández
María Victoria Fernández (Montevideo, 23 de agosto de 1988) es una editora, escritora y periodista uruguaya. 

## Biografía
Estudió en Universidad Católica del Uruguay, continuó sus estudios con un máster en Género Medios y Cultura en Escuela de Economía de Londres. Dicta clases en la Carrera de Comunicación de la Universidad Católica del Uruguay. 
Fue galardonada con una de las tres menciones especiales que otorgó el Premio Nacional de Prensa Escrita Marcelo Jelen en 2018.
Desde 2011 trabaja en el Semanario Búsqueda como periodista. Desde 2015 fue cronista de judiciales y editora de Información General y Desarrollo. Desde 2024 trabaja como editora en área de política.

En mayo de 2022, Fernández ganó el Premio Marcelo Jelen por sus trabajos de investigación sobre el endurecimiento de penas contra el micro tráfico y su impacto en las mujeres.